# قلوب مهشمة (مسلسل)
قلوب مهشمة مسلسل كويتي، من إخراج محمد دحام الشمري. عُرض في سنة 2002.

## الممثلون
- عبد الرحمن العقل
- محمد العجيمي
- زهرة الخرجي
- باسم عبد الأمير
- فيصل العميري
- عبد الإمام عبد الله
- أحمد مساعد
- لطيفة المجرن
- عبد الناصر الزاير
- ليلى السلمان
- هاشم مرزوق
- مشعل الوهيبي
- شيماء علي
- أسماء الكويتية
- إسماعيل الراشد
- نجوى سعيد
- فرج الفيلكاوي
- خالد الفيلكاوي
- إبراهيم السعدون
- فيصل الراوي
- منير الزعبي
- أمل عباس
- طاهر النجادة
- عبد الله فريد
- فرحان هلال